# 奧爾索普
奧爾索普（Althorp）是位於英格蘭北安普敦郡的一座鄉村別墅，由斯宾塞家族所擁有。在倫敦大轟炸期間，許多原本位於倫敦斯賓塞宮的家族財產被移置於奧爾索普別墅，並保存至今。奧爾索普別墅目前為第九代史賓賽伯爵查爾斯·史賓賽名下財產。

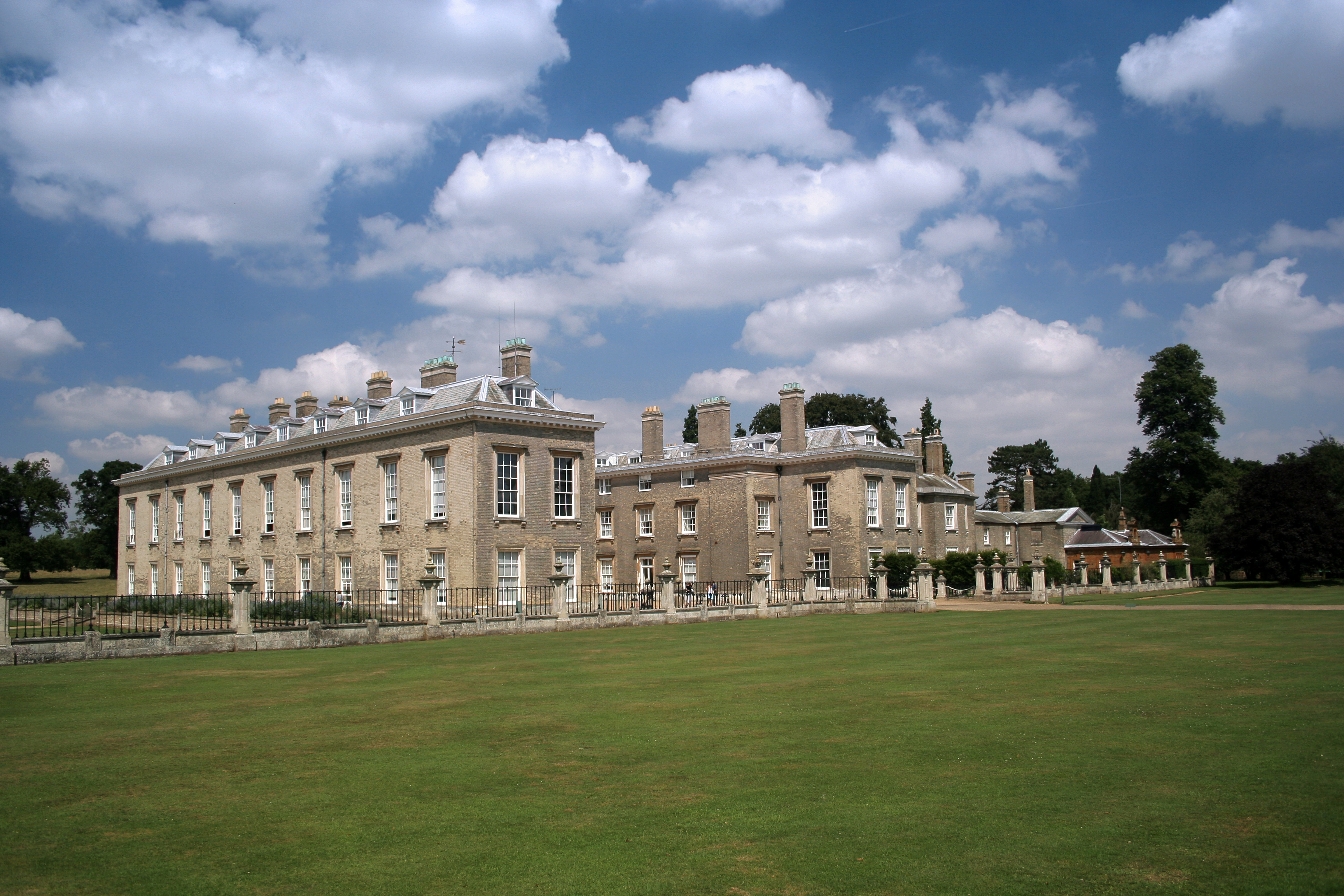
奧爾索普